# 金子繁治
金子 繁治（かねこ しげじ、1931年8月13日 - 2016年1月2日）は、日本の男性元プロボクサー、プロモーター。新潟県燕市出身。
「魅惑のパンチャー」の異名を持つ。全日本新人王決定戦を制したボクサーとして、初めてOBF東洋王座を獲得した。

## 人物
現役時代は当時の世界フェザー級王者サンディ・サドラー（アメリカ合衆国）とノンタイトル戦で対戦したこともある。後の世界ジュニアライト級王者フラッシュ・エロルデ（フィリピン）に対しては4戦無敗と圧倒的な実力を示したが、網膜剥離を患い現役引退した。
現役時代は世界タイトルへの挑戦こそ叶わなかったが、引退後、金子ボクシングジムを設立、ジム初代会長として東洋バンタム級王者・村田英次郎や東洋太平洋クルーザー級王者・高橋良輔らを輩出している。
長男に金子ジム現会長の金子健太郎が、次男にマネージャー兼トレーナーの金子賢司がいる。

## 来歴

### プロデビュー
1950年4月、笹崎ボクシングジム所属でプロデビュー。1953年8月8日、ノンタイトル10回戦で後の世界王者フラッシュ・エロルデに判定勝ち。以後3戦し無敗であった。1953年8月29日、日本ライト級王座に挑戦。王者秋山政司に2回TKO負け。さすがに2階級上の王者には通用せず、以後はフェザー級に専念した。

### 東洋王座獲得
1953年12月6日、東洋フェザー級王座に挑戦。王者ラリー・バターン（フィリピン）を4回KOに降し王座獲得。以後6度防衛。
1954年6月29日、東洋王座2度目の防衛戦。エロルデを10回判定で破り王座防衛。
1955年7月8日、世界フェザー級王者サンディ・サドラーとノンタイトル10回戦で対戦し、6回KO負けした。
1958年11月19日、ノンタイトル10回戦に2回TKOで勝利。しかし網膜剥離を発症したため、引退した。

### 年間表彰
1953年、殊勲賞、年間最高試合賞。
1954年、敢闘賞、年間最高試合賞。
1955年、最優秀選手賞。
1956年、最優秀選手賞、年間最高試合賞。

### 引退後
現役引退後は、後楽園スタヂアム内のボクシングジムにトレーナーとして勤務し、1963年12月、田辺ボクシングジムを設立し代表兼マネージャーを勤める。翌年12月同社を円満退社の後、1965年、東京都世田谷区・下北沢駅近くに金子ボクシングジムを開設し、数々の選手を育成した。
金子の弟子で有名なのは元東洋太平洋バンタム級チャンピオンの村田英次郎で、4度世界王座に挑んだが2分2敗で王座を獲得することは出来なかった。
また村田以外にもケビン・パーマー（元東洋太平洋ミドル級チャンピオン）、岩田健二（元日本ジュニアライト級チャンピオン）らを育てた。
2003年3月25日に、フィリピンのマニラで開催されたボクシングの年間表彰式に招待され、「第3回フラッシュ・エルロデ賞」を受賞した。受賞理由は、フラッシュ・エルロデと4度対戦し、4度勝利したことだった。この際、マニー・パッキャオも同じ賞を受賞しており、会場ではパッキャオとのツーショットが実現した。実の息子で金子ジム2代目会長の金子健太郎によれば、フィリピンの空港に着いたときから大歓迎され、サインを求められ、地元の新聞にも大きく掲載されたという。
2004年に会長職を長男である金子健太郎に禅譲し、名誉会長・プロモーターとして金子ジムを見守っていた。
2016年1月2日、進行性核上性麻痺のため死去。84歳没。

## 戦績
- 65戦54勝（33KO）10敗1分